# العلاقات الصينية الرومانية
العلاقات الصينية الرومانية هي العلاقات الثنائية التي تجمع بين الصين ورومانيا.

## مقارنة بين البلدين
هذه مقارنة عامة ومرجعية للدولتين:
| وجه المقارنة                                              | الصين                    | رومانيا                                                                               |
| --------------------------------------------------------- | ------------------------ | ------------------------------------------------------------------------------------- |
| المساحة (كم2)                                             | 9.60 مليون               | 238.40 ألف                                                                            |
| عدد السكان (نسمة)                                         | 1.33 مليار               | 19.59 مليون                                                                           |
| الكثافة السكانية (ن./كم²)                                 | 138.54                   | 82.17                                                                                 |
| العاصمة                                                   | بكين                     | بوخارست                                                                               |
| اللغة الرسمية                                             | اللغة الصينية القياسية   | اللغة الرومانية                                                                       |
| العملة                                                    | رنمينبي                  | ليو روماني                                                                            |
| الناتج المحلي الإجمالي (بليون دولار)                      | 12.24 تريليون            | 211.80 مليار                                                                          |
| الناتج المحلي الإجمالي (تعادل القوة الشرائية) بليون دولار | 19.82 تريليون            | 465.56 مليار                                                                          |
| الناتج المحلي الإجمالي الاسمي للفرد دولار أمريكي          | 8.03 ألف                 | 9.47 ألف                                                                              |
| الناتج المحلي الإجمالي للفرد دولار أمريكي                 | 13.21 ألف                | 23.63 ألف                                                                             |
| مؤشر التنمية البشرية                                      | 0.728                    | 0.793                                                                                 |
| رمز المكالمات الدولي                                      | +86                      | +40                                                                                   |
| رمز الإنترنت                                              | .cn، .中国 ‏، .中國 ‏      | .ro                                                                                   |
| المنطقة الزمنية                                           | توقيت الصين، ت ع م+08:00 | ت ع م+02:00، ت ع م+03:00، أوروبا/بوخارست ‏، توقيت شرق أوروبا، توقيت شرق أوروبا الصيفي ‏ |

## مدن متوأمة
في ما يلي قائمة باتفاقيات التوأمة بين مدن صينية ورومانية:
- ترتبط شنجن مع تيميشوارا باتفاقية توأمة منذ 1997.
- ترتبط هنغيانغ مع كالاراش باتفاقية توأمة.
- ترتبط بكين مع بوخارست باتفاقية توأمة منذ 14 مارس 1979.
- ترتبط لانتشو مع ألبا يوليا باتفاقية توأمة منذ 5 أغسطس 1982.
- ترتبط شانغهاي مع كونستانتسا باتفاقية توأمة منذ 2001.[18][18][18][18]
- ترتبط باوجى مع بوزاو باتفاقية توأمة.
- ترتبط هاربن مع بلويشت باتفاقية توأمة منذ 9 سبتمبر 2016.[19][20][21][22]
- ترتبط سوجو مع بلد تولسيا باتفاقية توأمة منذ 14 يونيو 2005.
- ترتبط فوشون مع أراد باتفاقية توأمة منذ 1988.
- ترتبط شيان مع ياش باتفاقية توأمة منذ 10 مايو 1974.
- ترتبط ووهان مع غالاتس باتفاقية توأمة منذ 2009.[23][23][23]
- ترتبط قويتشو مع سوتشافا باتفاقية توأمة.
- ترتبط تشوماديان مع مجيدية باتفاقية توأمة.
- ترتبط تشنغتشو مع كلوج نابوكا باتفاقية توأمة منذ 25 يوليو 2000.
- ترتبط شيان مع كرايوفا باتفاقية توأمة.

## منظمات دولية مشتركة
يشترك البلدان في عضوية مجموعة من المنظمات الدولية، منها:
| علم المنظمة | اسم المنظمة                               | تاريخ انضمام الصين | تاريخ انضمام رومانيا |
| ----------- | ----------------------------------------- | ------------------ | -------------------- |
|             | مؤسسة التنمية الدولية                     | 24 سبتمبر 1960     | 12 أبريل 2014        |
|             | المنظمة الهيدروغرافية الدولية             | ?                  | ?                    |
|             | مؤسسة التمويل الدولية                     | 15 يناير 1969      | 23 سبتمبر 1990       |
|             | منظمة حظر الأسلحة الكيميائية              | ?                  | ?                    |
|             | يونسكو                                    | 4 نوفمبر 1946      | 27 يوليو 1956        |
|             | الأمم المتحدة                             | 25 أكتوبر 1971     | 14 ديسمبر 1955       |
|             | الاتحاد الدولي للاتصالات                  | 1 سبتمبر 1920      | 9 فبراير 1866        |
|             | منظمة الشرطة الجنائية الدولية             | ?                  | ?                    |
|             | البنك الدولي للإنشاء والتعمير             | 27 ديسمبر 1945     | 15 ديسمبر 1972       |
|             | الاتحاد البريدي العالمي                   | ?                  | ?                    |
|             | المركز الدولي لتسوية المنازعات الاستشارية | 6 فبراير 1993      | 12 أكتوبر 1975       |
|             | وكالة ضمان الاستثمار متعدد الأطراف        | 30 أبريل 1988      | 10 سبتمبر 1992       |
|             | منظمة التجارة العالمية                    | 11 ديسمبر 2001     | 1995                 |
|             | الفريق المعني برصد الأرض                  | ?                  | ?                    |
|             | مجموعة الموردين النوويين                  | ?                  | ?                    |

## وصلات خارجية
- موقع وزارة الخارجية الصينية
- موقع وزارة الخارجية الرومانية